# Calolampra subgracilis
Calolampra subgracilis es una especie de cucaracha del género Calolampra, familia Blaberidae.

## Distribución
Esta especie se encuentra en Australia (Victoria).